# Walters Lili
Walters Lili (Budapest, 1991. június 21. –) magyar színésznő, színházrendező. 

## Életpályája
Budapesten született: apja, Kenneth Osmond Walters ír keramikusművész volt, aki a bécsi Tanztheater Wienben ismerkedett meg második feleségével, Lőrinc Katalin táncművésszel. A család egy ideig Győrben és az Egyesült Királyságban is élt, míg a családfő – lánya hároméves korában – elhunyt. Lili két testvérével édesanyja és fotóművész nevelőapja, Eifert János mellett nőtt fel.
A Pesti Magyar Színiakadémia tagja volt, 2016-tól pedig a Színház- és Filmművészeti Egyetem színházrendező szakos hallgatója. Játszott Török Ferenc 2014-es vígjátékában, a Senki szigetében, ezt követően megkapta az Egynyári kaland című ifjúsági sorozat második évadában a különcködő Luca szerepét.
A Dorothy’s Legs elektropop-duó énekese.

## Fontosabb szerepei
- 2023 - Mellékhatás (Nyuszi); rendezte: Kovács Dániel Richárd
- 2021 - Űrpiknik (Panna); rendezte: Badits Ákos
- 2020–2023 Apatigris (Nóri); rendezte: Herczeg Attila, Kovács Dániel Richárd
- 2019 - Drakulics elvtárs (Magyar Mária); rendezte: Bodzsár Márk
- 2017–2019 - Egynyári kaland (Luca); rendezte: Dyga Zsombor, Zomborácz Virág, Akar Péter
- 2017 - Tóth János (gyakornok); rendezte: Lakos Nóra, Nagypál Orsi
- 2015 - No Place Like On The Road (Szilvi); rendezte: Túri Bálint Márk
- 2014 - Senki szigete; rendezte: Török Ferenc
- 2013 - Lamb - Wise Enough (Videoklip)

## Rendezései
- Secondhand – szovjetűdők (2018)
- Tiszavirág és bölömbika (2019)

## Díjai, elismerései
Legjobb női főszereplő  díját nyerte el a Drakulics elvtárs című filmben nyújtott alakításáért 2020-ban.